# Club de Futbol Gavà
El Club de Futbol Gavà es un club de fútbol de España, de la ciudad de Gavá (Barcelona) España. Fue fundado en 1921 y federado en 1929. Juega actualmente en Segunda Catalana.

## Historia
El 26 de mayo de 1921 se funda la  'Athletic Gavà Football Club'  diferente al Atlètic Gavà que ya existía en 1917. En 1923 abandona el "prefijo" Atlètic, y comienza a aparecer en la prensa de la época simplemente como "Gavà FC", vistiendo ya con camiseta azulgrana. Empezó jugando en La Rambla y en 1924 en el Campo de la Roca. En noviembre de 1928 el  'FC Gavà'  recibe un nuevo impulso y se federa al año siguiente. El club viste desde casi sus orígenes de azulgrana, y juega en el Campo de Las Colomeres. En 1941 las autoridades franquistas obligaron a cambiar el nombre a  'CF Gavà'  y a cambiar el color de su vestimenta, que pasa a ser blanca y verde. En 1943 adopta de nuevo el uniforme azulgrana con pantalón azul. Después de años de ascenso con Toni Llebaria durante la década de los 90, el equipo se convierte en un asiduo de la Segunda División B y la Tercera División. Al final de la temporada 2007-2008 roza el milagro en un playoff contra el Huesca de ascenso a Segunda División. Tras la pérdida de la Segunda División B, el equipo vuelve a lograr el ascenso en la campaña 2015-2016 tras superar tres rondas de playoff, la última y definitiva ante el CD Castellón. Tras lograr la salvación matemática en la categoría de bronce, con Óscar Mena en el banquillo y Boris Garrós como pichichi de la categoría, el club desciende administrativamente (por primera vez en su historia) a causa de la nefasta gestión del presidente Manuel Maniega. Al inicio de la temporada 2017-2018, los socios logran recuperar el club y la presidencia, pero el equipo cae a Primera Catalana, dejándose así un panorama incierto para la entidad. Finalmente, el empresario gavanense Iván Carrillo logra hacerse con la gestión del club y firmar un acuerdo con la EF Gavà para recuperar el fútbol base de la entidad, solventando así un grave problema que acarreaba la entidad durante los últimos años.

## Uniforme
- Uniforme titular: Camiseta blaugrana, pantalón azul y medias azules.
- Uniforme visitante: Camiseta blanca, pantalón gris y medias rosas.

## Estadio
Estadi La Bòbila, con capacidad para 2.500 espectadores

## Palmarés

### Torneos nacionales
- Campeón de Tercera División (1): 2000-2001.
- Subcampeón de Tercera División (2): 2001-02, 2015-16.
- Subcampeón de Copa RFEF (1): 2001-02.

### Torneos regionales
- Campeón de Primera División Catalana (1): 1993-94.
- Subcampeón de Copa Cataluña (1): 2002-03.

## Entrenadores
- Toni Llebaría (1993-2009)
- Ramón Calderé (2000-2001)
- Jaume Bonet (2009-2010)
- Germán Morales (2010-2012)
- Albert Poch (2014-2015)
- Juan Manuel Pons Bascones (2015-2016)
- Oscar Mena (2016-2017)
- Joan Mármol (2017)
- Álex Lozano (2017)
- Antonio Escudero (2017-2018)
- Josu Julián (2018-2018)
- José Manuel Serrano Castro (2018-2020)
- Juan Camilo Vázquez (2020-2020)
- Jorge Sánchez (2020-2021)
- Juanjo Carricondo (2021-2022)
- David 'Chiri' (2022-2022)
- Jorge Sánchez (2022-2023)
- Jose Manuel Serrano Castro (2023-2024)
- Carlos Rodríguez (2024-2024)
- Francisco Delgado (2024-2024)
- Alfonso Ortega (2024-actualidad)

## Datos del club
- Temporadas en Segunda División "B": 7
- Temporadas en Tercera División: 27
- Mejor puesto en Segunda B: 3.º (Temp. 2007-2008)
- Peor puesto en Segunda B: 20